# Nowa Polana (Gorc)
Nowa Polana – polana znajdująca się w Gorcach w masywie Gorca w okolicach przełęczy o wysokości 850 m n.p.m. pomiędzy Gorcem (1228 m) a Magorzycą (875 m). Poniżej polany wypływają dwa strumyki zasilające potok Głębieniec. Z polany rozciągają się widoki na Beskid Wyspowy i Sądecki, od południowo-wschodniej strony horyzont przesłania grzbiet Wierchu Lelonka, przełęcz Wierchmłynne i Skrzyńczyska.
Polana znajduje się poza obszarem Gorczańskiego Parku Narodowego, od dawna była koszona i wypasana. Po wojnie długo jeszcze była użytkowana rolniczo, dzięki temu nie zarasta ona borówczyskami i lasem, jak wiele innych gorczańskich polan. Na wiosnę zakwitają tam krokusy.
W północnej części polany znajduje się metalowy krzyż na mogile niemieckiego żołnierza, który zabity tutaj został w styczniu 1945 podczas odwrotu przez Armią Radziecką. W okolicach polany występują pojedyncze okruchy głębokomorskich wapieni turbiditowych z okresu górnej kredy i paleogenu. Często można w nich obserwować kręte chodniki wytworzone przez żywe organizmy. Na polanie krzyżują się 2 szlaki turystyczne.
Polana znajduje się poza granicami Gorczańskiego Parku Narodowego, na terenie wsi Zasadne w województwie małopolskim, w powiecie limanowskim, w gminie Kamienica

## Szlak turystyczny
Rzeki – Nowa Polana – Świnkówka – Gorc Kamienicki – Gorc. Odległość 5,6 km, suma podejść 510 m, suma zejść 40 m, czas przejścia 2 godz., z powrotem 1 godz. 15 min.
 Szczawa – Nowa Polana. Odległość 5 km, suma podejść 320 m, czas przejścia 1 godz.35 min, z powrotem 1 godz.

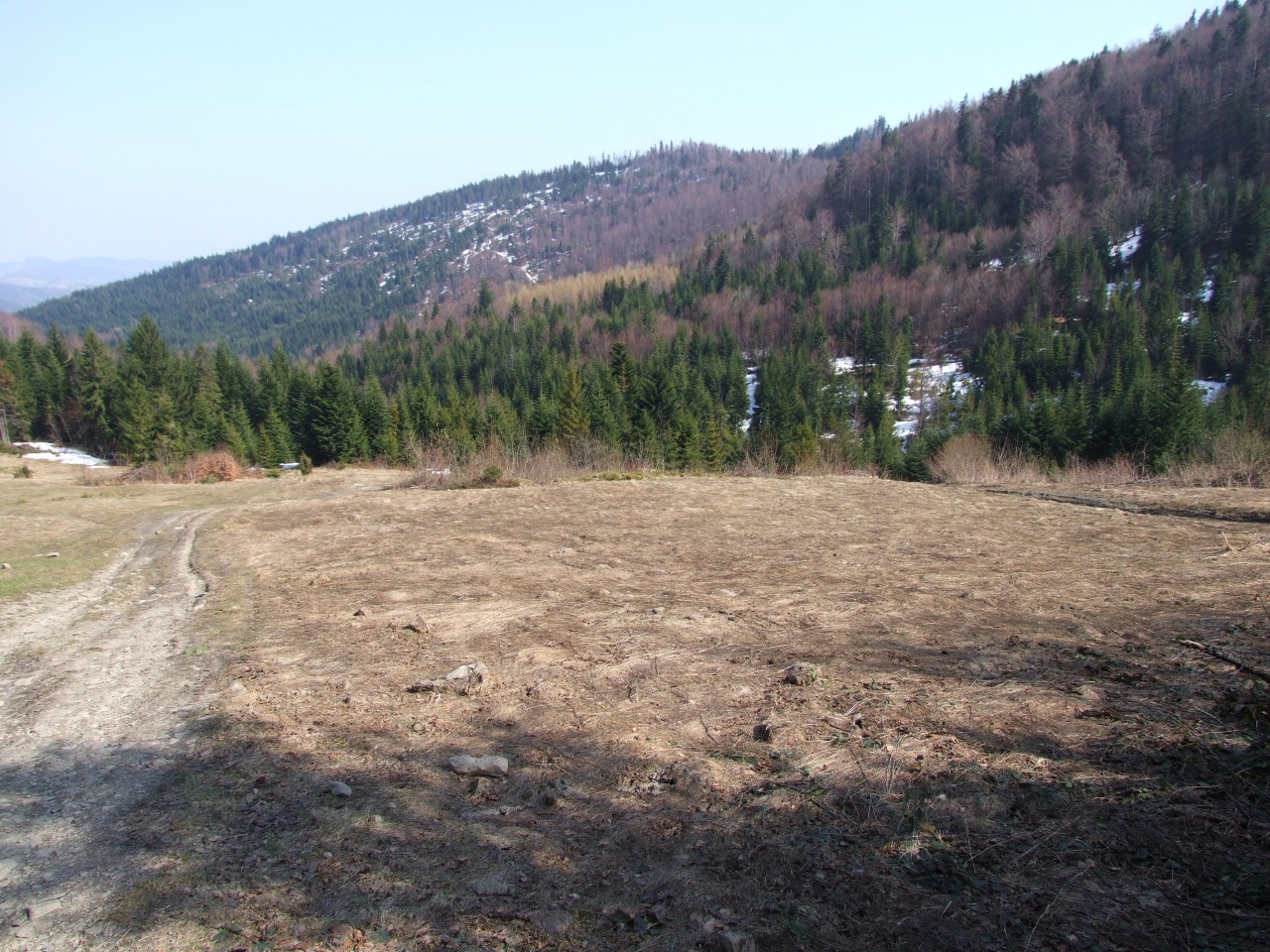
Nowa Polana i widok na Gorce